# ジョン・ゴディナ
ジョン・カール・ゴディナ (John Carl Godina、1972年3月31日 - )は、アメリカ合衆国の陸上競技選手。砲丸投を得意とした選手で、1996年アトランタオリンピックと2000年シドニーオリンピックに出場。アトランタ大会では20.79mで、同じアメリカのランディー・バーンズ(Randy Barnes)に次いで銀メダルを獲得。シドニー大会では、21.20mと、フィンランドのアルシ・ハリュ(Arsi Harju)、アメリカのアダム・ネルソン(Adam Nelson)に次いで銅メダルを獲得した。

## 記録
| 年   | 大会                     | 場所                             | 種目   | 結果 | 記録   |
| ---- | ------------------------ | -------------------------------- | ------ | ---- | ------ |
| 1995 | 世界陸上競技選手権       | イェーテボリ(スウェーデン)       | 砲丸投 | 1位  | 21.47m |
| 1996 | オリンピック             | アトランタ(アメリカ合衆国)       | 砲丸投 | 2位  | 20.79m |
| 1996 | IAAFグランプリファイナル | ミラノ(イタリア)                 | 砲丸投 | 1位  | 21.18m |
| 1997 | 世界室内陸上選手権       | パリ(フランス)                   | 砲丸投 | 3位  | 20.87m |
| 1997 | 世界陸上競技選手権       | アテネ(ギリシャ)                 | 砲丸投 | 1位  | 21.44m |
| 1997 | IAAFグランプリファイナル | 福岡(日本)                       | 円盤投 | 3位  | 65.56m |
| 1998 | IAAFグランプリファイナル | モスクワ(ロシア)                 | 砲丸投 | 1位  | 21.21m |
| 1998 | IAAFワールドカップ       | ヨハネスブルグ(南アフリカ共和国) | 砲丸投 | 1位  | 21.48m |
| 1999 | 世界室内陸上選手権       | 前橋(日本)                       | 砲丸投 | 2位  | 21.06m |
| 2000 | オリンピック             | アトランタ(アメリカ合衆国)       | 砲丸投 | 3位  | 21.20m |
| 2000 | IAAFグランプリファイナル | ドーハ(カタール)                 | 砲丸投 | 3位  | 21.51m |
| 2001 | 世界室内陸上選手権       | リスボン(ポルトガル)             | 砲丸投 | 1位  | 20.82m |
| 2001 | 世界陸上競技選手権       | エドモントン(カナダ)             | 砲丸投 | 1位  | 21.87m |
| 2003 | 世界室内陸上選手権       | バーミンガム(イギリス)           | 砲丸投 | 2位  | 21.23m |